# جوردن هارفي
جوردن هارفي (بالإنجليزية: Jordan Harvey) (28 يناير 1984 ميسيون فيجو الولايات المتحدة - ) هو لاعب كرة قدم أمريكي يلعب كمدافع.

## وصلات خارجية
جوردن هارفي على موقع الاتحاد الدولي (مؤرشف)  (الإنجليزية)
- جوردن هارفي على موقع الدوري الأمريكي (الإنجليزية)
- جوردن هارفي على موقع قاعدة بيانات كرة القدم.إي يو (الإنجليزية)
- جوردن هارفي على موقع Soccerbase.com (لاعب) (الإنجليزية)
- جوردن هارفي على موقع Soccerway.com (الإنجليزية)
- جوردن هارفي على موقع عالم كرة القدم.نت (الإنجليزية)
- جوردن هارفي على موقع AS.com (الإسبانية)

قالب:تشكيلة نادي لوس انجلوس